# Innothéra
Innothera (contraction d'« innovation thérapeutique ») est un groupe pharmaceutique français créé en 1913 par René Chantereau, pharmacien d'officine, et actuellement dirigé par Arnaud Gobet, son petit-fils et principal actionnaire. Innothéra était en 2011 le sixième groupe pharmaceutique indépendant en France.

## Historique
En 1913, René Chantereau, pharmacien parisien, crée les Laboratoires Chantereau, qui deviendront Innothéra en 1935. Il a d'abord l'idée de fabriquer et vendre une gamme de stimulants et de remontants. Vers la fin des années 1920, il associe sa gamme à une collection de plaquettes publicitaires, intitulée Drogues et peintures. Album d'art contemporain, qui s'ouvre à des artistes modernes et contemporains, suivie par une nouvelle collection, Médecines et peintures, le tout étant destiné au corps médical.
En 1950, Bernard Gobet, gendre de René Chantereau, reprend la direction de la société. C'est sous cette présidence que sera initiée la stratégie internationale du groupe avec la création en 1980 de la filiale export Innotech International.
En 1986, Arnaud Gobet, petit-fils de René Chantereau succède à Bernard Gobet. Le groupe opère un virage stratégique trois ans plus tard en se recentrant sur la santé des femmes. En 1993, Innothéra se lance ainsi dans le domaine des bas de contention avec l'acquisition de Visio Médical, à Saint-Blaise, près de Neuchâtel.
À partir de 1999 et l'arrivée des médicaments génériques, le groupe Innothéra opère un changement stratégique et mise sur le développement de sa présence à l'étranger et son activité de bas de contention.

## Activités
Le groupe Innothéra est spécialisé dans les maladies veineuses et les pathologies féminines. Il produit des textiles de prévention et de soin, comme les bas de contention. Les marques de compression Actys, Varisma et Legger ont obtenu le label Origine France Garantie en juin 2015.
L'activité du groupe Innothéra est répartie entre quatre filiales :
- le Laboratoire Innotech International, chargé de la commercialisation des produits de pathologie quotidienne en France, ainsi que de l'ensemble de la gamme à l'exportation notamment à travers deux sociétés : Innothera Baltics et Innotech Russia.
- Innothera industries, spécialisé dans la fabrication des médicaments et de textile médical.
- les laboratoires Innothéra, spécialisés dans les produits de traitement de la maladie veineuse (médicaments et textile médical[11]).
- la société Cleanis propose des produits et des services qui permettent de lutter contre la propagation des agents pathogènes et d’améliorer les pratiques d’hygiène. La société a été créée en 2001 et a été rachetée par le groupe Innothera en 2016.

Le groupe Innothera possède deux structures de recherche : le département recherche analytique et galénique, situé sur le site de production pharmaceutique de Chouzy-sur-Cisse, et le laboratoire de recherche de biophysique implanté à Arcueil, au siège social.
Le groupe s'appuie également sur un fonds d'investissement familial, Therinvest, créé en 2018 et présidé par Arnaud Gobet, qui dirige le groupe Innothera. 
La famille Gobet souhaite ainsi accompagner des entrepreneurs aux projets ambitieux dans les domaines de la santé et des nouvelles technologies afin de favoriser l’essor des pépites françaises de la HealthTech. 
Le fond a ainsi investi dans la start-up TheraPanacea, issue des laboratoires de recherche de l'Inria et de CentraleSupélec, afin de mettre les technologies de l’intelligence artificielle au service du traitement et de la prévention des pathologies du quotidien ,.
Le fond Therinvest a investi début juin 2020 dans Myreve, une startup issue de l'incubateur Parisbiotech santé spécialisée dans le traitement des peurs par réalité virtuelle. Il a pris 25 % de cette jeune société. Innothera étant investisseur dans BioSerenity, seule MedTech du Next40 à ce stade.

## Chiffres clés
Le groupe compte mille collaborateurs, dont sept cents répartis en France à travers trois sites principaux (le siège du Val-de-Marne pour les fonctions centrales, les Vosges (Nomexy) pour le textile médical et le Loir-et-Cher pour les médicaments) . 
En 2017, Innothéra revendiquait un chiffre d'affaires de 181 millions d'euros en vendant dans 100 pays.

## Principaux médicaments
- Diovenor 600 : médicament veinotonique.
- Idéos, utilisé dans le traitement des carences en vitamine D et en calcium pour les personnes âgées, représentait 25 % du chiffre d'affaires d'Innotech International en 2008.
- Polygnax, utilisé dans le traitement local des vaginites à germes sensibles et des vaginites non spécifiques, représentait 23 % du chiffre d'affaires d'Innotech International en 2008.
- Produits de contention veineuse : Varisma, Veinopress, Feel'In, Tubulcus, Legger, Solegg
- Tot'hema : médicament antiasthénique. Les conditions de son remboursement par la Sécurité sociale jusqu'en 1994 sont évoquées dans le cadre du volet santé de l'affaire Jérôme Cahuzac.